# Yogi Bär

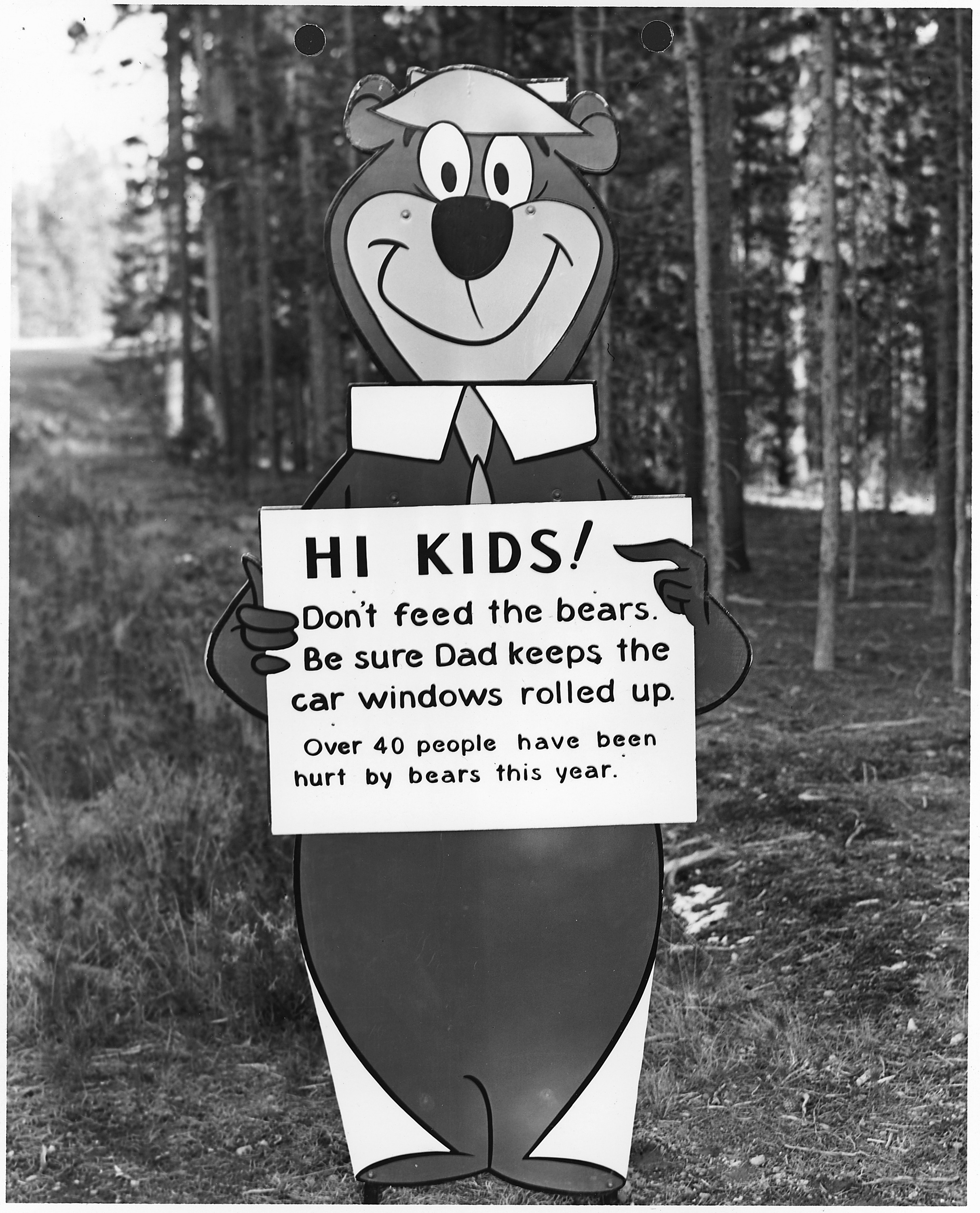
Warnschild mit Yogi Bär in einem US-amerikanischen Nationalpark, 1961

Yogi Bär ist eine amerikanische Cartoon-Figur aus den Hanna-Barbera-Studios. Erstmals trat er 1958 in der Zeichentrickserie Hucky und seine Freunde auf, bis er 1961 mit Yogi Bär seine erste eigene Serie bekam.

## Entstehung
Der zeitweilige Niedergang der Kinokultur in den Vereinigten Staaten der 50er Jahre zwang das Produktionsstudio Metro-Goldwyn-Mayer dazu, ihre Zeichentrickproduktion 1957 einzustellen und ihre in dieser Sparte angestellten Mitarbeiter zu entlassen. Die beiden Zeichentrickfilmer William Hanna und Joseph Barbera gründeten daraufhin ein eigenes Studio und konnten mit dem Renommee, das sie als Produzenten von Tom und Jerry mitbrachten, ihre erste Serie The Ruff & Reddy Show beim Fernseh-Network NBC unterbringen. Im folgenden Jahr entstand die Serie Hucky und seine Freunde, die als syndiziertes Programm an die Columbia-Pictures-Tochter Screen Gems verkauft und von Anfang an vom Frühstücksflockenproduzenten Kellogg’s gesponsert wurde. Eine Sendung bestand aus drei Teilen: neben einer Geschichte des blauen Hundes Hucky wurde jeweils eine Geschichte der beiden Mäuse Pixie und Dixie und eine von Yogi Bär mit seinem kleineren Begleiter Boo Boo erzählt. Die Serie erhielt 1959 als erste Zeichentrickserie einen Emmy Award und erreichte weltweit bis zu 16 Millionen Zuschauer.
Aufgrund der Beliebtheit von Yogi Bär erhielt dieser 1961, ein Jahr vor Einstellung der Ursprungsserie, eine eigene nach ihm benannte Sendung. Den Yogi-Bär-Geschichten wurden dabei Geschichten um den Berglöwen Snagglepuss, der zuvor bei Quick und seine Freunde zu sehen war, und um das Entenküken Yakky Doodle zur Seite gestellt. Es wurde vermutet, dass Yogi Bär nach dem populären Baseballspieler Yogi Berra benannt wurde. Obwohl ein Zusammenhang dementiert wurde, war die Öffentlichkeit lange nicht von einem Zufall zu überzeugen.

## Entwicklung
Yogi Bär lebt in der Serie Yogi Bär im Jellystone Park, der in Anspielung auf den Yellowstone-Nationalpark benannt wurde. Er versucht von einer unreflektierten Gier getrieben, den dortigen Besuchern die Picknick-Körbe zu stehlen. Sein Gegenspieler ist der Ranger Smith, der in seinem Park für Ruhe und Ordnung sorgen möchte und nicht verstehen kann, dass Yogi sich nicht wie alle anderen Bären von Nüssen und Beeren ernährt. Yogis Begleiter Boo Boo fungiert als sein Gewissen, der ihn auf die Befindlichkeit des Rangers hinweist. Ab der zweiten Staffel erscheint vereinzelt die Bärin Cindy Bär, deren Gunst Yogi zu erringen versucht. Yogis Lebensmotto, welches er in fast jeder Folge äußert, lautet: „Ich bin schlauer als der gewöhnliche Durchschnittsbär!“ (im Original: „I’m smarter than the average bear!“).
Die erste Fernsehserie wurde 1962 eingestellt, jedoch ständig im Fernsehprogramm wiederholt, 1964 erschien mit Yogi Bärs Abenteuer der erste Kinofilm der Hanna-Barbera-Studios. Yogi erscheint hier zunächst wie gewohnt als triebgesteuerter Picknickdieb. Als er aus dem Jellystone Park entfernt und in einen Zoo verbracht werden soll, bleibt er unerkannt im Park. Cindy Bär lässt sich jedoch freiwillig in einen Zoo bringen, um bei ihm zu sein. Yogi begibt sich erstmals freiwillig auf Reisen, um seine Freundin wiederzufinden, Cindy Bär wird erstmals als Charakterfigur gezeichnet. 
Seinen nächsten Auftritt hatte Yogi Bär ab 1973 in der Serie Yogis Gang, in der eine Reihe von Figuren aus den Hanna-Barbera-Studios sich im Jellystone Park treffen und beschließen, einen Ort ohne Umweltverschmutzung und Kriminalität zu suchen. Mit einer fliegenden Arche bereisen sie daraufhin die Welt. Am Ende kehren sie zurück und beginnen selbst, die Verhältnisse im Jellystone Park zu verändern und dort herumliegenden Unrat zu beseitigen.

## Serien und Filme mit Yogi Bär

### Serien
- 1958–1962: Hucky und seine Freunde (The Huckleberry Hound Show)
- 1958–1962: Yogi Bär (The Yogi Bear Show)
- 1973–1975: Yogis Gang (Yogi’s Gang, deutscher Alternativtitel Yogis Arche Noah)
- 1977–1979: Scooby’s All Star Laff-A-Lympics
- 1978–1979: Yogis galaktische Abenteuer (Yogi’s Space Race)
- 1978–1979: Galaxy Goof-Ups
- 1985–1986: Yogi auf Schatzsuche (Yogi’s Treasure Hunt)
- 1988–1989: Die neue Yogi Bär Show (The New Yogi Bear Show)
- 1991–1992: Yo Yogi (Yo Yogi!)
- 2021: Jellystone!

### Filme
- 1964: Yogi Bärs Abenteuer (Hey There, It’s Yogi Bear)
- 1980: Yogi Bärs erste Weihnachten (Yogi’s First Christmas, Fernsehfilm)
- 1982: Yogi Bärs grosse Weihnachtsfeier (Yogi Bear’s All-Star Comedy Christmas Caper, Fernsehfilm)
- 1987: Abenteuer über den Wolken (Yogi Bear and the Magical Flight of the Spruce Goose, Fernsehfilm)
- 1987: Yogi Bär – Flucht ins Ungewisse (Yogi’s Great Escape, Fernsehfilm)
- 1988: Yogis Entführung ins Weltall (Yogi & the Invasion of the Space Bears, Fernsehfilm)
- 1988: Huckleberry Hound, der einsame Cowboy (The Good, the Bad, and Huckleberry Hound, Fernsehfilm)
- 1994: Yogi, der Osterbär (Yogi the Easter Bear, Fernsehfilm)
- 1999: Boo Boo Runs Wild (Fernsehkurzfilm)
- 1999: A Day in the Life of Ranger Smith (Fernsehkurzfilm)
- 2010: Yogi Bär (Yogi Bear)